# 地域調査
地域調査（ちいきちょうさ）とは、特定の地域を目的をもって調査する学習活動のことであり、調査したい地域を先に決め、その地域にふさわしい主題を選ぶ方法と、関心をもった主題から、それに適した地域を選んで調べる方法がある。

## 地域調査の種類
対象地域で観察・聞き取り調査をおこなう現地調査（アウトドア・ワーク）と現地の地図・統計・書籍・文献資料にもとづいて調査したり、インターネットで調べたりする文献・情報調査（インドア・ワーク）がある。

## 地域調査の手順と流れ
準備
1. テーマ（調査項目）、目標課題の設定
2. 調査地域の選定
3. 地域調査の準備 - テーマ・調査地域の文献・情報調査、関係する地図類・空中写真の準備、調査の計画など
- 1と2は逆の場合がある

実施
4. 現地での観察・調査（スケッチや撮影など）
5. 聞き取り調査（現地の人びと、企業・団体、官公庁などから）
6. アンケート調査（同上）
- 4 - 6は順不同

まとめ
7. 調査資料の整理（グルーピング化など）
8. 調査資料、調査内容の分析・検討とまとめ
9. 報告書の作成
1) はじめに（目的、地域の概要、調査方法など）
2) 本稿（調査結果、他地域との比較など）
3) まとめ（調査の結果わかったこと、課題など）

## 調査結果の発表、報告会
1. 条件の確認 - 発表時間、設備、参加者数など
2. 内容構成の検討 - 何を伝えたいかを明確にする
3. 資料の作成（レジュメ、冊子、模造紙、OHP、プレゼンテーションソフト用資料） - 動画や音声も活用する

## 地域調査の道具
1. 地図
2. 筆記用具（ボールペン、フィールドノート、地域調査の手引き、大学ノート）
3. カメラ
4. 質問用紙 - 事前に何を聞くのかまとめておく
5. 服装 - 野山の調査は適した服装・帽子、はき慣れた靴。ただし、官公庁などではあまりラフな服装は不可である。
6. 金銭 - 交通費など